# Arnhem-Veenendaal Classic 2014
La Arnhem-Veenendaal Classic 2014, ventinovesima edizione della corsa, valida come evento dell'UCI Europe Tour 2014 categoria 1.1, si svolse il 22 agosto 2014 su un percorso di 195,7 km. Fu vinta dal belga Yves Lampaert in 4h 35' 03".
Furono 84 in totale i ciclisti che tagliarono il traguardo.

## Squadre partecipanti
| N.    | Cod. | Squadra                 |
| ----- | ---- | ----------------------- |
| 1-6   | BEL  | Belkin Pro Cycling Team |
| 11-16 | CAN  | Cannondale              |
| 21-26 | MOV  | Movistar Team           |
| 31-36 | TSV  | Topsport Vlaanderen     |
| 41-46 | WGG  | Wanty-Groupe Gobert     |
| 51-56 | GID  | D. T. Giant-Shimano     |
| 61-66 | SKT  | An Post-ChainReaction   |
| 71-76 | ACT  | Astellas Cycling Team   |
| 81-86 | RIJ  | De Rijke-Shanks         |

| N.      | Cod. | Squadra                     |
| ------- | ---- | --------------------------- |
| 91-96   | CJP  | Cyclingteam Jo Piels        |
| 101-106 | KOG  | Koga Cycling Team           |
| 111-116 | MET  | Metec-TKH Continental Cycl. |
| 121-126 | PVC  | Parkhotel Valkenburg Cont.  |
| 131-136 | RDT  | Rabobank D.T.               |
| 141-146 | STF  | Start-Trigon Cycling Team   |
| 151-156 | STG  | Team Stölting               |
| 161-166 | MMM  | Team 3M                     |
| 171-176 | NLD  | Paesi Bassi                 |

## Ordine d'arrivo (Top 10)
| Pos. | Corridore          | Squadra       | Tempo    |
| ---- | ------------------ | ------------- | -------- |
| 1    | Yves Lampaert      | Topsport Vl.  | 4h35'03" |
| 2    | Michael Vingerling | Team 3M       | a 10"    |
| 3    | Jos van Emden      | Belkin        | s.t.     |
| 4    | Tom Van Asbroeck   | Topsport Vl.  | s.t.     |
| 5    | Jempy Drucker      | Wanty-Gobert  | s.t.     |
| 6    | Berden de Vries    | Jo Piels      | a 13"    |
| 7    | Ivar Slik          | Rabobank Dev. | s.t.     |
| 8    | Tim Gebauer        | Team Stölting | s.t.     |
| 9    | Kristijan Koren    | Cannondale    | s.t.     |
| 10   | Dayer Quintana     | Movistar Team | s.t.     |